# Двадцятифутовий еквівалент

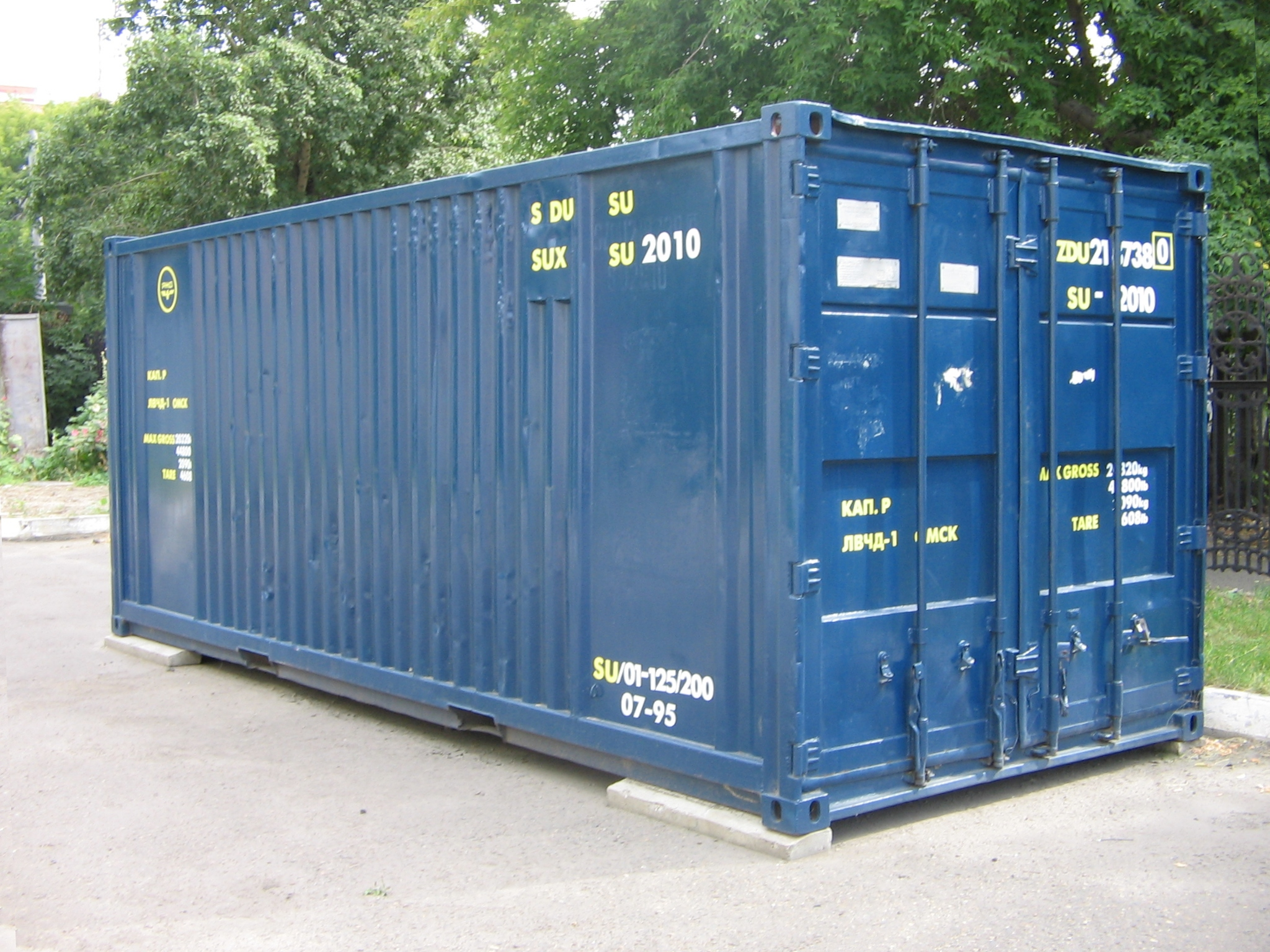
Один 20-футовий (6.1 м) ISO-контейнер відповідає одному TEU

Двадцятифутовий еквівалент (TEU або teu від англ. twenty-foot equivalent unit) — умовна одиниця вимірювання місткості вантажних транспортних засобів. Часто використовується при описі місткості контейнеровозів та контейнерних терміналів. Заснована на обсязі 20 футового (6.1 метрів) інтермодального ISO-контейнера — металевої коробки стандартного розміру, яка може транспортуватися різними видами транспорту: автомобільним, залізничним і морським.
Один TEU еквівалентний корисного об'єму стандартного контейнера довжиною 20 футів (6.1 м) і шириною 8 футів (2.44 м). Висота контейнерів може відрізнятися і зазвичай знаходиться у межах 1.3 м — 2.9 м, найчастіше — 2.59 м. 45 футові контейнери (13,7 м) часто позначають як 2 TEU замість 2.25 TEU.

## Розміри
| Довжина                         | Ширина | Висота | Об'єм    | TEU        |
| ------------------------------- | ------ | ------ | -------- | ---------- |
| 6.1 м (20 футів)                | 2.44 м | 2.59 м | 38 м3    | 1          |
| 12.2 м (40 футів)               | 2.44 м | 2.59 м | 77 м3    | 2          |
| 13.7 м (45 футів)               | 2.44 м | 2.59 м | 86.6 м3  | 2 або 2.25 |
| 14.6 м (48 футів)               | 2.44 м | 2.59 м | 92.4 м3  | 2.4        |
| 16.2 м (53 футів)               | 2.44 м | 2.59 м | 102.1 м3 | 2.65       |
| Високі — High cube              |        |        |          |            |
| 6.1 м (20 футів)                | 2.44 м | 2.90 м | 43 м3    | 1          |
| Половинної висоти — Half height |        |        |          |            |
| 6.1 м (20 футів)                | 2.44 м | 1.30 м | 19,3 м3  | 1          |

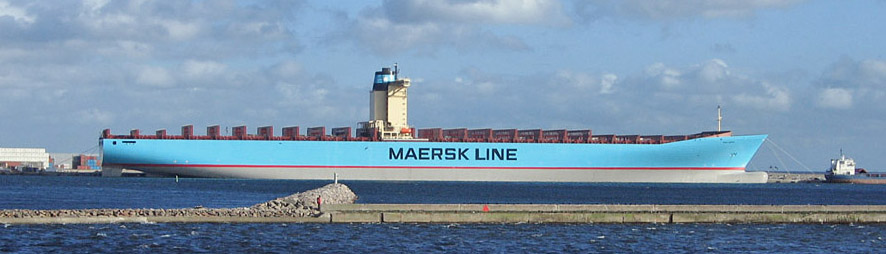
Контейнеровоз Emma Mærsk перевозить до 11 тисяч TEU.

Оскільки TEU є неточною одиницею, він не може бути точно перерахований в інші одиниці. Сорокафутовий еквівалент визначають як 2 TEU і можуть позначати FEU або feu. Найпопулярніші розміри 20 футового контейнера: 20 ф x 8 ф x 8 ф 6 дюймів, або 6.1 м x 2.44 м x 2.59 м, з об'ємом в 39 м3. При цьому як високі (High cube, 2.9 м) так і низькі (half height, 1.3 м) контейнери також вважаються за 1 TEU. Таким чином TEU має обсяг від 19 до 43 м3.
Незважаючи на те, що TEU є мірою об'єму, можна оцінити найбільшу масу, що припадає на один TEU. Максимальна маса 20 футового контейнера дорівнює 24 тоннам. Якщо відняти масу тари, 1 TEU дорівнюватиме приблизно 21.6 тонни.